# 構造図
構造図（こうぞうず、Structural drawing）は、建物やその他の構造物をどのように構築するかを示す1つの計画または一連計画の設計図。 構造図は通常、専門の構造技術者によって作成され、 建築図に組み込まれる。主に構造物の耐荷重性部材に関係し、使用される材料のサイズと種類、および接続に関する一般的な要求を概説している。また表面仕上げ、仕切り壁、または機械システムのような建築の細部を扱わないが構造図は建物の構造の設計を確認のために建物の権限を伝達する。 構造図は、建築物の契約書にも含まれる。これは建築業者が構造物の部品の詳細化、製造、および設置を行うのに役立たせる。 